# سیاره گنج
سیاره گنج (انگلیسی: Treasure Planet) انیمیشنی آمریکایی در سبک علمی–تخیلی و موزیکال به کارگردانی ران کلمنتس و جان ماسکر است که در سال ۲۰۰۲ منتشر شد.

## موضوع انیمیشن
جیم هاکینز همراه با خدمه یک کشتی فضایی به یک سفر خارق‌العاده در کهکشان می‌رود. او یک نقشه گنج به همراه دارد و برای پیدا کردن گنج به این سفر می‌رود، اما خدمه کشتی نیز به دنبال گنج هستند ...

## فروش
سیاره گنج در اولین فروش خود در آخر هفته، بیش از ۱۲ میلیون دلار درآمد کسب کرد و در رده چهارم جدول فروش، پس از هری پاتر و تالار اسرار، روزی دیگر بمیر و دیزنی با عنوان سانتا کلئوز ۲ قرار گرفت. فروش این فیلم با درآمد ۳۸٫۱ میلیون دلاری به پایان رسید و ۷۱٫۴ میلیون دلار نیز در فروش بین‌المللی‌اش کسب کرد تا مجموع فروش فیلم به عدد ۱۰۹٫۵ میلیون دلار برسد و فیلم به یک بمب باکس آفیس آمریکایی تبدیل شود. شکست فیلم در اوایل آشکار شد، زیرا بوینا ویستا بازوی توزیع دیزنی سه چهارم درآمد خود را در مدت چند روز پس از انتشار فیلم در حدود ۴۷ میلیون دلار کاهش داد. در سال ۲۰۱۴ لس آنجلس تایمز این فیلم را به عنوان یکی از گران‌ترین فیلم‌های باکس آفیس در طول تمامی دوران معرفی کرد.

## صداپیشگان
- جوزف گوردون لویت
- اما تامپسون
- دیوید هاید پیرس
- مارتین شورت
- مایکل وینکات
- لاری میت کالف
- راسکو لی براون